# Chiu Ping-kun
Chiu Ping-kun, född 2 januari 1964, är en taiwanesisk bågskytt. Han deltog vid olympiska sommarspelen 1988.